# (23201) 2000 SJ42
2000 أس جاي 42 (ويعرف أيضًا باسم (23201) 2000 أس جاي 42 وفق تسمية الكوكب الصغير) (بالإنجليزية: 2000 SJ42)‏ هو كويكب ضمن حزام الكويكبات؛ وترتيبه 23201 من حيث الاكتشاف.
اكتُشف هذا الجُرم الفلكي بواسطة توم ستافورد في 27 سبتمبر 2000.

## وصلات خارجية
- (23201) 2000 SJ42 في قاعدة بيانات مختبر الدفع النفاث لأجرام النظام الشمسي الصغيرة

- الاكتشاف · مخطط المدار ·  العناصر المدارية · المعلمات المادية

- (23201) 2000 SJ42 على موقع ويكي سكاي: DSS2, SDSS, GALEX, IRAS, Hydrogen α, X-Ray, Astrophoto, Sky Map, Articles and images